# Kallithea (Rhodos)
Kallithea of Kallithea Dodekanisou (Grieks: Καλλιθέα of Καλλιθέα Δωδεκανήσου) is een deelgemeente (dimotiki enotita) van de fusiegemeente (dimos) Rhodos, in de Griekse bestuurlijke regio (periferia) Zuid-Egeïsche Eilanden.
Kallithea ligt in het noordoosten van het eiland en beslaat ongeveer een twaalfde van het landoppervlak van het eiland. Tot de deelgemeente behoren de plaatsen Kalythies en de kustplaatsen Faliraki en Kalythies.
De plaatselijke thermen zijn beroemd sinds de Romeinse keizer Augustus ze heeft bezocht. Deze thermen zijn verschillende keren gebruikt als filmlocatie, waaronder voor Escape to Athena en The Guns of Navarone.

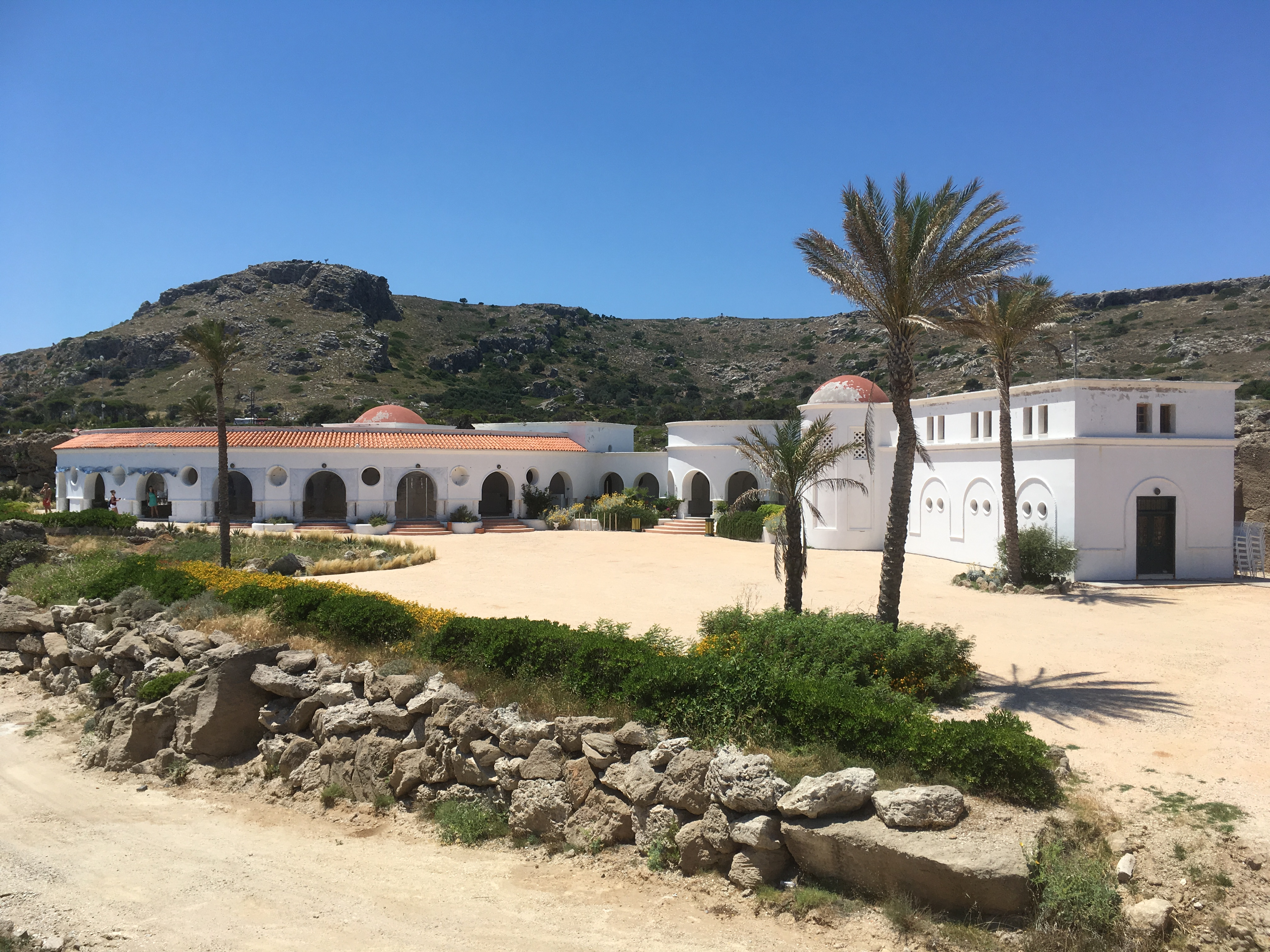
Thermen (buitenzijde)

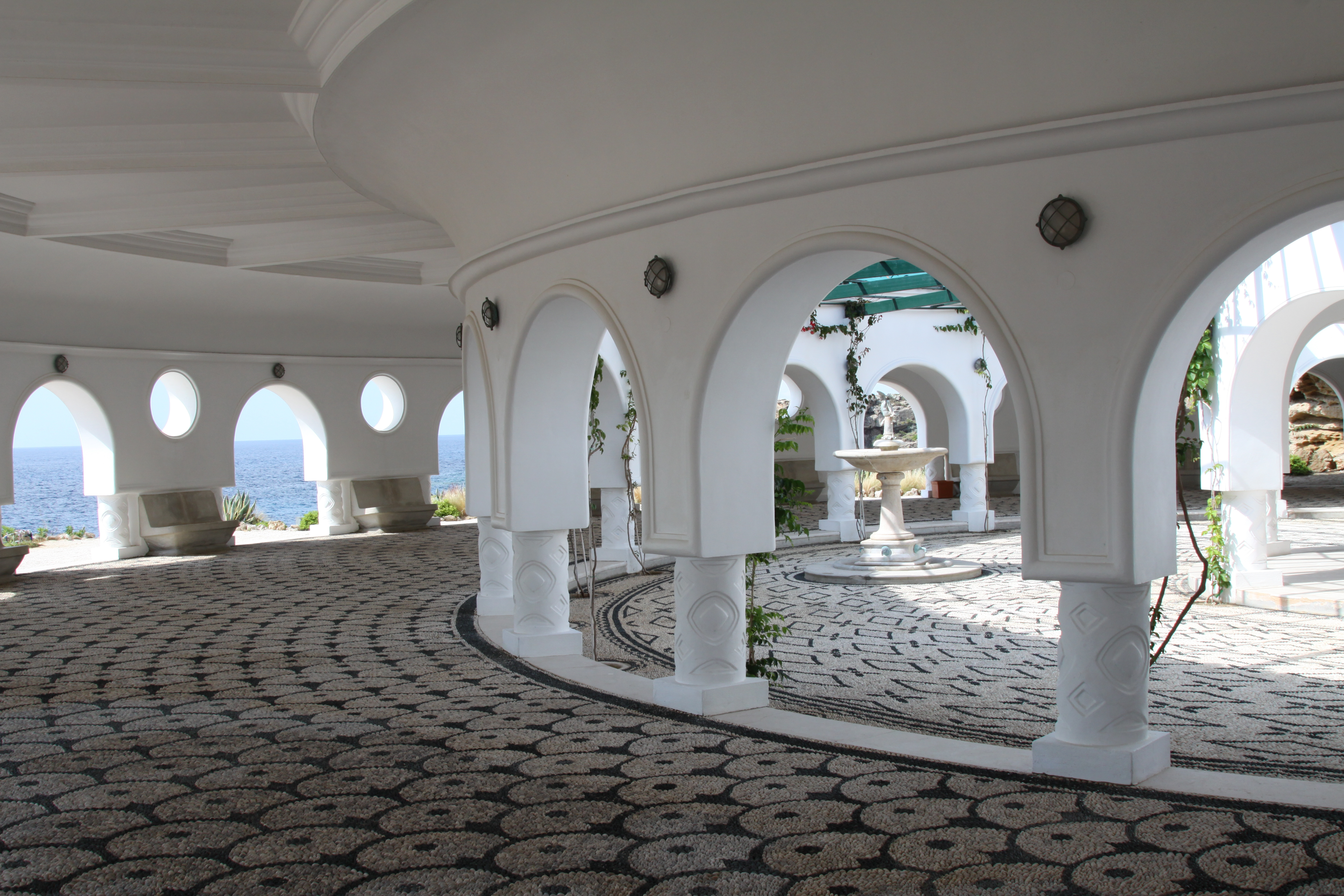
Thermen (binnenzijde)